# یواس‌اس استرینگهام (دی‌دی-۸۳)
یواس‌اس استرینگهام (دی‌دی-۸۳) (به انگلیسی: USS Stringham (DD-83)) یک کشتی بود که طول آن ۳۱۴ فوت ۴ ۱⁄۲ اینچ (۹۵٫۸۲۲ متر) بود. این کشتی در سال ۱۹۱۸ ساخته شد.